# Copa 100 Años del Banco de Seguros del Estado
La Copa 100 Años del Banco de Seguros del Estado fue un torneo de fútbol de carácter amistoso, disputado el 23 de junio de 2011 en el Estadio Atilio Paiva Olivera de Rivera entre las selecciones de Uruguay y de Estonia. Uruguay se llevó el título tras vencer al equipo báltico por 3-0. La copa se celebró en honor a los 100 años de la fundación del Banco de Seguros del Estado.

## Partido
| 1     | POR   | Fernando Muslera         |     |
| 16    | DEF   | Maximiliano Pereira      |     |
| 2     | DEF   | Diego Lugano             |     |
| 6     | DEF   | Mauricio Victorino       | 60' |
| 22    | DEF   | Martín Cáceres           |     |
| 15    | MED   | Diego Pérez              | 60' |
| 17    | MED   | Egidio Arévalo Ríos      | 84' |
| 14    | MED   | Nicolás Lodeiro          | 71' |
| 9     | DEL   | Luis Suárez              | 71' |
| 10    | DEL   | Diego Forlán             | 80' |
| 24    | DEL   | Edinson Cavani           |     |
| D. T. | D. T. | Óscar Washington Tabárez |     |

| 12    | POR   | Marko Meerits  |     |
| 2     | DEF   | Tihhon Sisov   |     |
| 4     | DEF   | Karl Palatu    |     |
| 3     | DEF   | Mikk Reintam   | 62' |
| 5     | DEF   | Dmitri Kruglov |     |
| 16    | MED   | Gert Kams      |     |
| 14    | MED   | Henri Anier    |     |
| 6     | MED   | Siim Tenno     | 62' |
| 7     | MED   | Sander Puri    | 63' |
| 10    | MEL   | Siim Luts      | 63' |
| 9     | DEL   | Joonas Tamm    | 79' |
| D. T. | D. T. | Tarmo Rüütli   |     |

| 4  | DEF | Sebastián Coates | 60' |
| 5  | MED | Walter Gargano   | 60' |
| 20 | MED | Álvaro González  | 71' |
| 18 | DEL | Abel Hernández   | 71' |
| 13 | DEL | Sebastián Abreu  | 80' |
| 8  | MED | Sebastián Eguren | 84' |

|  | DEF | Igor Morozov    | 62' |
|  | MED | Sergei Mosnikov | 62' |
|  | MED | Albert Prosak   | 63' |
|  | DEL | Martin Vunk     | 63' |
|  | DEL | Joel Indermitte | 79' |

|  | 12' | Martín Cáceres      |
|  | 55' | Mikk Reintam (a.g.) |
|  | 71' | Nicolás Lodeiro     |

|  |

| Amonestado | 18' | Siim Tenno |

| Árbitro             | Saúl Laverni  |
| Árbitros asistentes | Gustavo Rossi |
| Árbitros asistentes | Juan Belatti  |

| 1     | POR   | Fernando Muslera         |     |
| 16    | DEF   | Maximiliano Pereira      |     |
| 2     | DEF   | Diego Lugano             |     |
| 6     | DEF   | Mauricio Victorino       | 60' |
| 22    | DEF   | Martín Cáceres           |     |
| 15    | MED   | Diego Pérez              | 60' |
| 17    | MED   | Egidio Arévalo Ríos      | 84' |
| 14    | MED   | Nicolás Lodeiro          | 71' |
| 9     | DEL   | Luis Suárez              | 71' |
| 10    | DEL   | Diego Forlán             | 80' |
| 24    | DEL   | Edinson Cavani           |     |
| D. T. | D. T. | Óscar Washington Tabárez |     |

| 12    | POR   | Marko Meerits  |     |
| 2     | DEF   | Tihhon Sisov   |     |
| 4     | DEF   | Karl Palatu    |     |
| 3     | DEF   | Mikk Reintam   | 62' |
| 5     | DEF   | Dmitri Kruglov |     |
| 16    | MED   | Gert Kams      |     |
| 14    | MED   | Henri Anier    |     |
| 6     | MED   | Siim Tenno     | 62' |
| 7     | MED   | Sander Puri    | 63' |
| 10    | MEL   | Siim Luts      | 63' |
| 9     | DEL   | Joonas Tamm    | 79' |
| D. T. | D. T. | Tarmo Rüütli   |     |

| 4  | DEF | Sebastián Coates | 60' |
| 5  | MED | Walter Gargano   | 60' |
| 20 | MED | Álvaro González  | 71' |
| 18 | DEL | Abel Hernández   | 71' |
| 13 | DEL | Sebastián Abreu  | 80' |
| 8  | MED | Sebastián Eguren | 84' |

|  | DEF | Igor Morozov    | 62' |
|  | MED | Sergei Mosnikov | 62' |
|  | MED | Albert Prosak   | 63' |
|  | DEL | Martin Vunk     | 63' |
|  | DEL | Joel Indermitte | 79' |

|  | 12' | Martín Cáceres      |
|  | 55' | Mikk Reintam (a.g.) |
|  | 71' | Nicolás Lodeiro     |

|  |

| Amonestado | 18' | Siim Tenno |

| Árbitro             | Saúl Laverni  |
| Árbitros asistentes | Gustavo Rossi |
| Árbitros asistentes | Juan Belatti  |